# Karl Mallek
Karol Małłek (deutsch Karl Mallek) (* 18. März 1898 in Brodau, Kreis Neidenburg, Provinz Ostpreußen; † 28. August 1969 in Krutyń (deutsch Kruttinnen), Kreis Mrągowo (Kreis Sensburg)) war ein masurischer Schriftsteller, Volkskundler, Publizist und Lehrer. Er stammte aus einer polnischen Familie.

## Leben

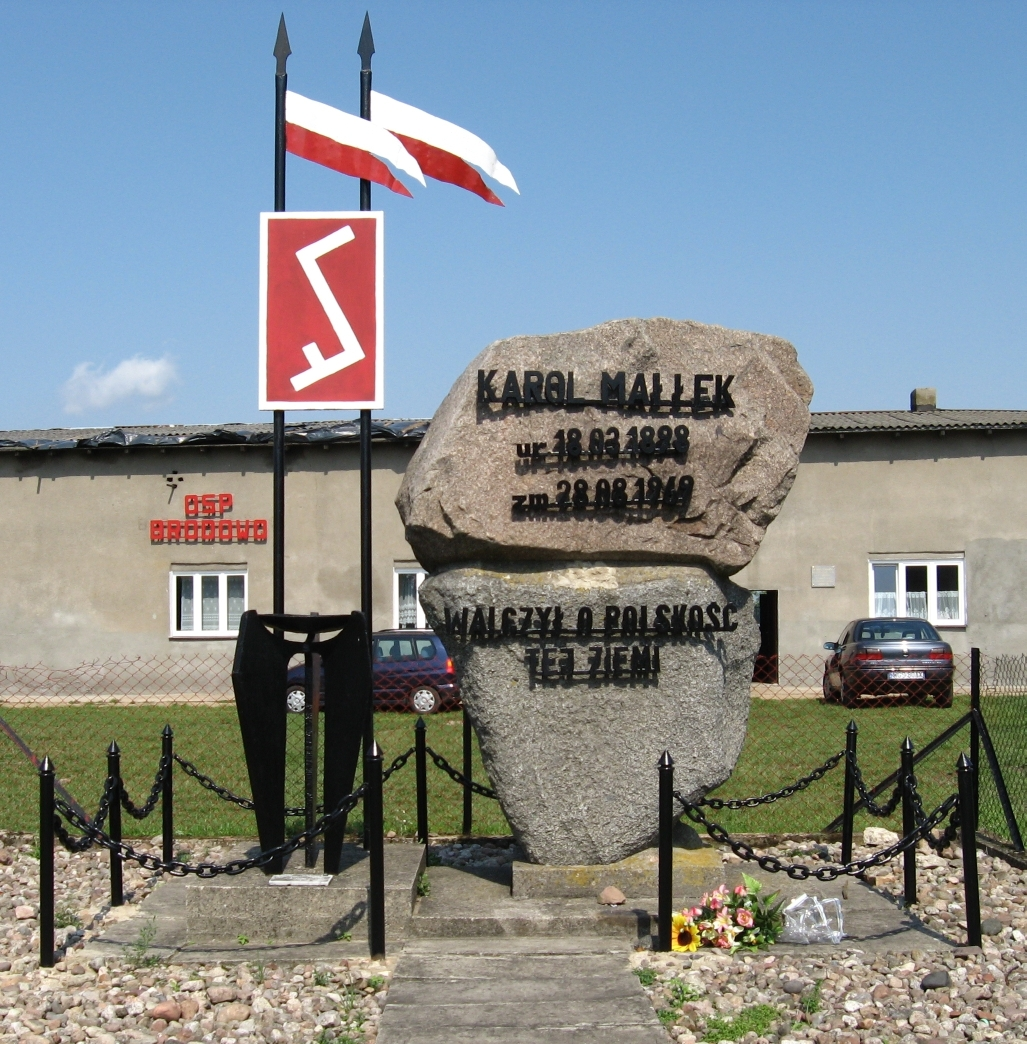
Denkmal für Karl Mallek in seinem Geburtsort

Karol war der Sohn von Wilhelm und Henrietta Augusta geb. Mareńska und hatte zwei Brüder. 
Nach einem Schulbesuch in seinem Geburtsort erhielt er 1917 im Ersten Weltkrieg die Einberufung zum Dienst in der preußischen Armee. Er wurde als Kavallerist ausgebildet und danach an der Westfront bei Verdun eingesetzt. Nach dem Waffenstillstand im Jahre 1918 beteiligte sich Małłek an der Organisation der Arbeiterräte in der preußischen Armee (als Sympathisant des Spartakusbundes).
In den 1920er und 1930er Jahren arbeitete Małłek als Lehrer und Regisseur an verschiedenen Schulen in Działdowo (bis 1920 und 1939 bis 1945 Soldau) und Umgebung. Inmitten der weitestgehend katholischen Einwohnerschaft galt er als evangelischer Aktivist. Außerdem setzte er sich für die Rechte und die Erhaltung der Kultur der Masuren ein und wurde 1931 zum Sekretär des Verbandes der Masuren gewählt. Von April 1935 bis zum Ausbruch des Zweiten Weltkriegs war er Präsident des neugegründeten Masurenbundes (Związek Mazurów; ZM) in Działdowo. Der ZM wurde während des Krieges verboten, Małłek tauchte unter dem Pseudonym Jan Michał Skoryna in Warschau unter, um sich vor der Gestapo in Sicherheit zu bringen. Hier arbeitete er im Untergrund, unter anderem für die Zeitung Gazeta Mazury, und brachte den Kalender für Masuren heraus. Er veröffentlichte Gedichte, Artikel, volkskundliche Werke und Kolumnen.
Im Jahr 1943 wurde der Masurenbund reaktiviert. Małłek sprach im Dezember 1944 auf einer Tagung des Polnischen Komitees der Nationalen Befreiung (Polski Komitet Wyzwolenia Narodowego; PKWN) über Probleme in Masuren. Im Jahr 1945 war er sechs Monate Stadtrat in Działdowo. In den Jahren 1945–1948 war er Präsident des Instituts für Masuren in Olsztyn (Allenstein). Er unterrichtete auch an der Masurischen Volksuniversität in Rudziska Pasymskie (1945–1950 und 1957–1960). 1950 und 1951 arbeitete er im Kuratorium der Olsztyner Schulverwaltung, schied aber bald aus. 
Er war verheiratet mit Wilhelmina A. Piecha und hatte mit ihr drei Söhne, den späteren Schriftsteller und Wissenschaftler Janusz Małłek sowie Ryszard und Leopold Małłek.
Von 1960 bis 1963 lebte er in Olsztyn und bis 1957 in Krutyń (Krutinnen), ab 1969 in Toruń (Thorn). Małłek starb in Krutyń, wurde aber in Olsztyn begraben. Vor dem Schulgebäude in Krutyń errichtete die Ortsverwaltung einen schlichten Gedenkstein für Małłek, auf dessen Tafel zu lesen ist: 
„Karol Małłek.
1898–1969.
Schriftsteller und Masurischer Aktivist.
Gesellschaft der Gemeinde Piecki“
Viele Jahre lang war Karol Małłek Mitglied des Nationalkomitees der Nationalen Einheitsfront. Er war in der Polnischen Arbeiterpartei (PPR) und der Polnischen Vereinigten Arbeiterpartei aktiv. Außerdem war er Mitglied des polnischen Schriftstellerverbandes sowie Ehrenmitglied des Wissenschaftlichen Forschungszentrums „W. Kętrzyński“ in Olsztyn.

## Veröffentlichungen

### Bücher (Auswahl)
(In Klammern deutsche Übersetzung des Titels und Erscheinungsjahr)
- Jest dąb nad Mukrem (Es steht eine Eiche auf Mukrem, zusammen mit A. Jarecki, 1956)
- O dawnych zwyczajach ludowych (Über alte Volksbräuche, 1966)
- Z Mazur do Verdun (Von Masuren nach Verdun, 4 Bände, 1967)
- Interludium mazurskie (Masurisches Zwischenspiel, 1968)
- Z Mazur do podziemia (Von Masuren in den Untergrund, 1970)
- Polskie są Mazury (Masuren ist polnisch, 1972)
Dafür erhielt er 1973 posthum eine Auszeichnung der Zeitschrift Polityka.
- Jutrznia mazurska na gody i inne widowiska (Hochzeitsfest in Masuren und andere Schauspiele, 1980)
- Dzienniki (Tagebücher, 1979/1980)

### Andere Veröffentlichungen (Auswahl)
- Mazurski śpiewnik regionalny (Masurisches regionales Liederbuch)
- Plon. Dożynki na Mazurach (Ertrag. Erntefest in Masuren)
- Wesele mazurskie (Eine masurische Hochzeit)
- Z Mazur do Verdun (Von Masuren nach Verdun) – Erinnerungen des Autors aus der Zeit in der preußischen Armee am Ende des Ersten Weltkriegs (1890–1919)

## Preise, Auszeichnungen und Ehrungen (Auswahl)
- Małłek wurde 1956 mit dem Literaturpreis des Präsidiums des Provinzrates in Olsztyn ausgezeichnet. Des Weiteren erhielt er den Orden Banner der Arbeit, II. Klasse, das Kavalierskreuz Polonia Restituta und das Goldene Verdienstkreuz.
- Die Grundschulen in Krutyń und Narsimia tragen seinen Namen.
- Seit 1988 vergibt die Redaktion der Zeitschrift Ermland und Masuren den Karol-Małłek-Preis.
- In Działdowo, Olsztyn und Ostróda (Osterode in Ostpreußen) sind Straßen nach Małłek benannt.